# Jump the Gun
 (novembre 2019).
Albums de Pretty Maids
Future World
(1987) Sin-Decade
(1992)
Singles
1. Youngblood
Sortie : 1990
2. Savage Heart
Sortie : 1990

Jump the Gun est le troisième album studio du groupe de heavy metal danois Pretty Maids. il est sorti le 20 avril 1990 sur le label CBS Records et a été produit par le bassiste de Deep Purple, Roger Glover. Aux États-Unis, il sortit sur le label Epic Records avec un titre différent, Lethal Heroes.

## Liste des titres
- Tous les titres sont signés par Ronnie Atkins et Ken Hammer sauf indication.

| 1.    | Lethal Heroes         |            | 3:55 |
| 2.    | Don't Settle for Less |            | 4:04 |
| 3.    | Rock the House        |            | 3:25 |
| 4.    | Savage Heart          |            | 4:40 |
| 5.    | Young Blood           |            | 4:34 |
| 6.    | Headlines             |            | 3:54 |
| 7.    | Jump the Gun          |            | 3:50 |
| 8.    | Partners in Crime     |            | 3:44 |
| 9.    | Attention             |            | 4:00 |
| 10.   | Hang Tough            | Dan Wexler | 3:10 |
| 11.   | Over and Out          |            | 4:01 |
| 12.   | Dream On              |            | 4:28 |
| 47:45 |                       |            |      |

## Musiciens
Pretty Maids
- Ronnie Atkins: chant
- Ken Hammer: guitares
- Ricki Marx: guitares
- Allan Delong: basse
- Phil More: batterie, percussions

Musiciens additionnels
- Roger Glover: basse sur Dream On
- Ian Paice: batterie sur Young Blood
- Allan Owen: claviers
- Ivan Pedersen: chœurs
- Knut Lindhard: chœurs
- Freddy George Jensen: harmonica
- The New Jersey Mass Choir: chœurs

## Charts
| Pays      | Durée du classement | Meilleur classement | Date        |
| --------- | ------------------- | ------------------- | ----------- |
| Allemagne | 11 semaines         | 35e                 | 28 mai 1990 |
| Suède     | 2 semaines          | 39e                 | 23 mai 1990 |
| Suisse    | 6 semaines          | 20e                 | 27 mai 1990 |